# Kassitter
Kassitterne var en folkegruppe, som i oldtiden boede i Zagrosbjergene i det nuværende Iran. De bosatte sig senere i Mesopotamien og tog magten i Babylon i 1500-tallet f.Kr. Deres rige kaldtes i samtiden Karduniash.
Det har tidligere været antaget, at deres sprog, kassittisk, var et af de indoeuropæiske sprog. Stadig flere mener nu, at dette er usandsynligt. Kasittisk regnes nu som et isoleret sprog, som ikke var i slægt med nogen andre kendte sprogfamilier.
Kassiterne antages ofte for oprindeligt at være indvandrede fra nordligere egne, Armenien eller Kaukasus. Kassitterne begyndte at invadere Mesopotamien på den tid, hvor Shamsu-Iluna, Hammurabis søn, var konge. Deres ekspansion blev i første omgang standset, men senere fik de stor indflydelse. De overtog efterhånden styret i Babylonien og blev en ganske betydelig magt i flere hundrede år. Kassitterne styrede Babylonien med stor dygtighed og indførte et system med provinsguvernører. Mens de beholdt magten i omkring 400 år, videreførte de stort set de eksisterende skikke. Mange af kongerne bar akkadiske navne, og tekster blev skrevet på sumerisk. Til sidst bukkede kassitternes rige under for Elam. Kort efter genvandt babylonerne selvstændigheden.
Senere omtales kassitterne som modstandere af Assyriens herredømme og knyttede til Persien. De omtales så sent, som da Alexander den Store vandt over perserne.
De var kendt for deres opdræt af heste. Et vigtigt arkæologisk fund er de kunstnerisk udformede grænsemærker, som ofte indeholder historiske oplysninger.
Skønt de ikke boede særlig langt fra det egentlige Assyrien, hvis konger tidligt udvidede deres herredømme til fjerne egne, formåede kassiterne længe at beholde deres uafhængighed, og først Senacherib formåede at undertvinge dem (henimod 701). De boede i lidet tilgængelige bjergdale og levede til dels i telte men havde også flere byer. Kassiterne synes efter år 1900 f.Kr. at have gjort sig til herrer over Babylon, eftersom Babylons herskere i et længere tidsrum begynder at kalde sig: "konger af Kassu og Karduniash ɔ: Babylonien". Disse fyrsters navne har et eget præg, forskelligt fra andre babylonske navne. Disse konger danner det tredje dynasti i Babylon, hvilket beholdt tronen i flere århundreder. Babylonierne holdt i deres herskertid stadigt øje med begivenhederne i Syrien og lod ofte udsendinge sende til i alt fald de nordlige og mellemste egne af Syrien.
Man har også fundet rester af tavler i kileskrift med ord i et sprog, som man har ment tilhørte kassiterne.
Græske forfattere omtaler i disse bjergegne folket kossæer og lidt sydligere, i Susiana eller Elam, kissierne. Det har været diskuteret, om det ene eller det andet af de nævnte folk kan være identisk med kassiterne. En anden mulighed er, at de to folkenavne hos de græske forfattere i virkeligheden er omskrivninger af den benævnelse, som kassiterne anvendte om sig selv.

## Historie
Kassiternes oprindelige hjemland er ikke kendt, men synes at have været placeret i Zagros-bjergene, i hvad der nu er Luristan-provinsen i Iran. Kassiterne var imidlertid som elamiterne, gutierne og manneerne, der gik forud for dem - sprogligt uden forbindelse med de iransk talende folk, der kom til at dominere regionen et årtusinde senere. De optrådte første gang i historiens annaler i det 18. århundrede f.Kr., da de angreb Babylonien i det 9. år af Samsu-ilunas regeringstid (denne regerede ca. 1749-1712 f.Kr.). Samsu-iluna var søn af Hammurabi. Samsu-iluna afværgede angrebet, ligesom Abi-Eshuh, men de fik efterfølgende kontrol over Babylonien ca. 1570 f.Kr., omkring 25 år efter Babylonens fald til hetitten i ca. 1595 f.Kr., og fortsatte med at erobre den sydlige del af Mesopotamien, svarende til oldtidens Sumer og kendt som Havlandets Dynasti ca. 1460 f.Kr. Hittitterne havde bortrøvet en støtte af deres gud Marduk, men Kassit-herskerne genvandt deres styre og førte Marduk tilbage til Babylon og fik ham gjort ligeværdig med kassiternes gud Shuqamuna. Omstændighederne omkring deres opkomst til magten er ukendte på grund af manglende dokumentation fra denne såkaldte "mørke tid". Ingen indskrift eller dokument på kassiternes sprog er bevaret, et fravær der ikke kan være rent tilfældigt, hvilket tyder på en alvorlig nedgang af læsefærdigheder i de ledende kredse. Babylon under kassiter-herskere, der omdøbte byen Karanduniash, genopstod som en politisk og militær magt i Mesopotamien. En nybygget hovedstad Dur-Kurigalzu blev opkaldt til ære for Kurigalzu I (omtrent begyndelsen af det 14. århundrede f.Kr.).
Deres succes blev bygget på den relative politiske stabilitet, som kassiter-monarkerne opnåede. De styrede Babylon praktisk talt uden afbrydelse i næsten fire hundrede år - den længste styre for et hvilket som helst dynasti i den babylonske historie.
Omdannelsen af det sydlige Mesopotamien til en samlet territorialstat i stedet for et netværk af allierede eller bekæmpende bystater gjorde Babylonien til en international magt, selv om den ofte blev overskygget af sin nordlige nabo, Assyrien og af Elam i øst. Kassiterkonger etablerede handel og diplomati med Assyrien. Puzur-Ashur III i Assyrien og Burna-Buriash I underskrev en traktat om fastlæggelse af grænsen mellem de to stater i midten af det 16. århundrede f.Kr., Egypten, Elam og hititterne og kassiternes kongelige hus blev indgifte i hinanden i deres kongelige familier. Der var udenlandske købmænd i Babylon og andre byer, og babelske købmænd var aktive fra Egypten (en stor kilde til nubisk guld) til Assyrien og Anatolien. Kassitiske vægte og segl, der tjente til at identificere og fastslå vægten på varepakker i forbindelse med handel, er blevet fundet i så fjerntliggende egne som Theben i Grækenland, i det sydlige Armenien, og endda i Uluburun-skibsvraget ud for den sydlige kyst i dagens Tyrkiet.
En yderligere traktat mellem Kurigalzu I og Ashur-Bel-Nisheshu i Assyrien blev aftalt i midten af det 15. århundrede f.Kr. Imidlertid fandt Babylonien sig under angreb og dominans fra Assyrien i meget af de næste århundreder efter Ashur-uballit Is tiltrædelse i 1365 f.Kr., som gjorde Assyrien (sammen med hittitterne og egypterne) den største magt i Mellemøsten. Babylon blev belejret af den assyriske konge Ashur-uballit I (1365-1330 f.Kr.)) i 1360'erne, efter at kassitekongen i Babylon, der var gift med Ashur-uballits datter, blev myrdet. Ashur-uballit marcherede straks ind i Babylonien og hævnede sin svigersøn, afsatte kongen og indsatte Kurigalzu II af den kongelige kassiter-linje som ny konge der. Hans efterfølger Enlil-nirari I (1330-1319 f.Kr.) angreb også Babylonien og hans barnebarn Adad-nirari I (1307-1275 f.Kr.) annekterede Babyloniske territorium, da han blev konge. Tukulti-Ninurta I (1244-1208 f.Kr.), der ikke var tilfreds med blot at dominere Babylonien, gik videre og erobrede Babylonien, afsatte Kashtiliash IV og herskede der i otte år i egen høje person fra 1235 f.Kr. til 1227 f.Kr.
Kassiter-kongerne opretholdt kontrollen med deres rige gennem et netværk af provinser administreret af guvernører. Næsten lige med de kongelige byer Babylon og Dur-Kurigalzu var den genoplivede by Nippur det vigtigste provinscenter. Nippur, den tidligere store by, som næsten var blevet forladt ca. 1730 f.Kr., blev genopbygget i Kassiter-perioden, med templer omhyggeligt bygget på deres gamle fundament. Faktisk regerede guvernøren i Nippur under Kassiter-regeringen, som tog den sumeriske afledte titel Guennakku, som en slags sekundær og mindre konge. Nippurs prestige var stor nok til at en række af kassiter-konger i 1300-tallet f.Kr. besluttede at genoptage titlen 'governør af Nippur' for sig selv.
Andre vigtige centre i Kassite-perioden var Larsa, Sippar og Susa. Efter, at kassiter-dynastiet blev væltet i 1155 f.Kr., fortsatte systemet for provinsadministration, og landet forblev forenet under den efterfølgende regel, Isins anden dynasti.
Dokumentation af forholdene under kassiter-tiden afhænger meget af de spredte og disartikulerede lertavler fra Nippur, hvor tusindvis af lertavler og fragmenter af sådanne er udgravet. De omfatter administrative og juridiske tekster, breve, forseglingskriptioner, kudurruer (landoverdragelser og administrative bestemmelser), private votive inskriptioner og endog en litterær tekst (normalt identificeret som et fragment af et historisk episk værk).
Kassiter-herskerne i Babylon var også omhyggelige med at følge eksisterende former for udtryk og de offentlige og private adfærdsmønstre "og gik endda ud over det - som gør ivrige neophytes eller udenforstående, der optager en overlegen civilisation - ved at begunstige en ekstremt konservativ holdning, i hvert fald i paladskredse.
Elamitterne erobrede Babylonien i det 12. århundrede f.Kr., og dermed sluttede kassiter-tilstanden. Den sidste Kassiter-konge, Enlil-nadin-ahi, blev bragt til Susa og fængslet der, hvor han også døde.
Kassiterne genvandt kortvarigt kontrol over Babylonien med et femte dynasti (1025-1004 f.Kr.). De blev imidlertid afsat igen, denne gang af et aramæisk dynasti.
Kassitter overlevede som en særskilt etnisk gruppe i bjergene i Lorestan (Luristan) længe efter kassitilstanden kollapsede. Babylonske optegnelser beskriver, hvordan den assyriske kong Sennacherib under sin østlige militærkampagne i 702 f.Kr. overvandt kassitterne i et slag nær Hulwan i Iran.
Herodot og andre antikke græske forfattere henviste undertiden til regionen omkring Susa som "Cissia", en variant af Kassiter-navnet. Det er imidlertid ikke klart, om kassiterne faktisk boede i den pågældende region så sent.
I den senere Achaemenidiske periode boede kassitterne, der blev omtalt som "Kossaei", i bjergene øst for Media og var en af flere "rovdyr" bjergstammer, der regelmæssigt udtog "gaver" fra de apeemeniske persere, ifølge et citat af Nearchus gengivet af Strabo (13.3.6).
Men Kassiterne kæmpede igen på den persiske side i slaget ved Gaugamela i 331 f.Kr., hvor det persiske imperium faldt til Alexander den Store, ifølge Diodorus Siculus (17.59) (som kaldte dem "Kossaei") og Curtius Rufus (4.12) ( hvem kaldte dem "indbyggere i de cossaeanske bjerge"). Ifølge Strabos citat af Nearchus angreb Alexander senere separat kassiterne "om vinteren", hvorefter de stoppede deres raids for at få tribut.
Strabo skrev også, at "Kossaei" bidrog med 13.000 bueskytter til Elymais hær i en krig mod Susa og Babylon. Denne erklæring er svært at forstå, da Babylon havde tabt betydning under Seleucider-styret, da Elymais opstod omkring 160 f.Kr. Hvis "Babylon" forstås at betyde Seleuciderne, så ville dette slag have fundet sted engang mellem fremkomsten af Elymais og Strabos død omkring 25 e.Kr. Hvis "Elymais" forstås at betyde Elam, fandt Slaget sandsynligvis sted i det 6. århundrede f.Kr. Bemærk, at Susa var Elams hovedstad og senere af Elymais, så Strabos udsagn indebærer, at kassiterne greb ind for at støtte en bestemt gruppe inden for Elam eller Elymais mod deres egen hovedstad, som i det øjeblik tilsyneladende var forbundet med eller underlagt Babylon eller Seleuciderne .
Det yngste bevis på kassiter-kulturen er en omtale fra den 2. århundredes geograf, Ptolemæus, der beskrev "Kossaei" som levende i Susa-regionen, der støder op til "Elymeans". Dette kunne være et af mange tilfælde, hvor Ptolemæus gjorde brug af forældede kilder.